# Final Fantasy X
Final Fantasy X (яп. ファイナルファンタジーテン Фаинару Фантадзи: Тэн) — японская ролевая игра, разработанная и выпущенная компанией Square (ныне Square Enix) в 2001 году. Является десятой частью серии игр Final Fantasy и первой частью серии, выпущенной на приставке PlayStation 2. Кроме того, Final Fantasy X — первая игра серии, в графическом оформлении которой была полностью использована трёхмерная графика, а также диалоги, озвученные актёрами. Final Fantasy X является одной из самых покупаемых игр для консолей, кроме того, читатели японского журнала Famitsu, посвящённого видеоиграм, отметили её как лучшую игру всех времён.
Сюжет игры линеен, как и в остальных частях серии. Главного героя зовут Тидус, он является знаменитым форвардом в вымышленной спортивной игре блицбол. Тидус оказывается в фантастическом мире Спира, где его родной город Занарканд был уничтожен существом, называемым Грех. События игры описывают борьбу главных героев с Грехом.
Создание Final Fantasy X началось в 1999 году; бюджет составил 32,3 миллиона долларов, а команда разработчиков включала более 100 человек. Десятая часть стала первой игрой серии, саундтрек к которой не был полностью написан Нобуо Уэмацу: на этот раз ему помогали Масаси Хамаудзу и Дзюнъя Накано. Final Fantasy X получила положительные отзывы критиков и имела финансовый успех. По всему миру было продано 8 миллионов копий игры. В 2003 году появился сиквел под названием Final Fantasy X-2, который стал первым прямым продолжением к игре серии; до этого игры серии Final Fantasy не имели между собой сюжетной связи. В марте 2014 года вышла Final Fantasy X/X-2 HD Remaster, обновлённая версия игры с изображением высокой чёткости для платформ PlayStation 3 и PlayStation Vita; 15 мая 2015 года вышла аналогичная версия для PlayStation 4; 12 мая 2016 года была выпущена версия для персональных компьютеров.

## Игровой процесс

### Навигация
Как и в предыдущих играх серии, игрок управляет главным героем от третьего лица, перемещаясь по локациям, взаимодействуя с другими персонажами, противниками и объектами. Если в предыдущих частях серии при перемещении на большие расстояния использовалась навигационная система мировой карты, подразумевающая уменьшенное изображение пространства между локациями и относительную свободу передвижения, то в Final Fantasy X все локации (за исключением островов) соединены между собой. Передвижение стало более линейным, практически исчезла возможность выбора направления при перемещении. Между материками персонажи перемещаются на кораблях, передвигающихся автоматически по неизменяемому маршруту.
Ближе к концу игры в распоряжение игрока попадает воздушный корабль, при помощи которого можно вернуться на пройденные ранее локации и, кроме того, посетить секретные места. Система управления кораблём также изменилась: если в предыдущих частях Final Fantasy игроку предлагалось самостоятельно управлять транспортом, перемещая его по мировой карте, то в Final Fantasy X достаточно выбрать пункт назначения, после чего персонажи переносятся в указанную точку автоматически. Поиск новых локаций осуществляется при помощи находящейся на корабле системы ввода координат.

### Боевая система
При встрече с врагом отряд переносится на отдельное поле битвы, причём сражения начинаются случайным образом — обычные враги при исследовании локаций не видны, и их нельзя обойти. Как и в предыдущих частях серии, в Final Fantasy X используется пошаговая система боя. Однако вместо системы Active Time Battle (ATB), которая использовалась в предыдущих играх начиная с Final Fantasy IV, была введена Conditional Turn-Based Battle (CTB), которую создал директор по проработке сражений Тосиро Цутида. ATB содержала в себе элементы боя в реальном времени: персонажи совершали ходы при заполнении особой шкалы, а в случае, если игрок не давал персонажу никакой команды, противник не переставал атаковать. Режим CTB, напротив, не требует от игрока быстрого принятия решений, так как и персонажи, и противники совершают ходы строго по очереди. Частота, с которой тот или иной персонаж будет совершать ходы, зависит от боевых характеристик данного персонажа — в частности, от его параметра скорости. Графическая временная линия в правом верхнем углу экрана показывает, кто будет делать несколько следующих ходов, и как очерёдность будет меняться в зависимости от выполняемых действий.
В битве участвуют три (в некоторых случаях — один или два) персонажа. Бой считается проигранным, когда очки здоровья всех активных персонажей опустятся до нуля (статус «knock-out», K.O., рус. нокаут) или осуществление ими ходов невозможно (статус «stone», рус. окаменелый). Персонажей можно менять в момент своего хода — таким образом, в битве могут принимать участие все семь героев. Игрок может выстраивать собственную стратегию, учитывая различия характеристик каждого персонажа и их способностей. Так, в начале игры основные способности Тидуса, Вакки и Аурона представляют собой физические атаки; Лулу может использовать чёрную (боевую) магию; Юна обладает умением призыва Эонов и белой (преимущественно целебной) магией; Рикку может использовать в бою различные предметы, а также воровать экипировку у врага; Кимари способен изучать боевые приёмы противника.
У каждого персонажа есть несколько особых приёмов, превосходящих по силе и эффективности обычные атаки, — они доступны в состоянии Overdrive. Overdrive пришёл на смену Limit Break, концепция которого использовалась в предыдущих играх серии. Почти все особые приёмы интерактивны, то есть для их усиления игроку потребуется нажимать определённые кнопки джойстика в нужный момент времени. Персонаж может впадать в состояние Overdrive при получении достаточного количества специальных очков и заполнении отдельной шкалы. Существует несколько режимов для получения этих очков. В начале игры доступен только один режим — Stoic (рус. стоик), в котором шкала будет заполняться при получении персонажем урона; в дальнейшем герои будут разучивать и другие режимы, которые игрок может устанавливать по своему усмотрению. Это, в частности, Warrior (рус. воин; персонаж получает очки, когда наносит урон противнику), Slayer (рус. убийца; получение очков при убийстве врага, то есть нанесении ему последнего удара), Comrade (рус. товарищ; шкала персонажа накапливается, когда другие члены отряда получают урон) и другие.
Ещё один элемент боевой системы — это призываемые существа, или Эоны. Эоны могут быть призваны на поле боя в качестве союзников; это может делать только Юна. Если в предыдущих играх серии вызываемое существо появлялось, выполняло одно действие и сразу исчезало, то в Final Fantasy X Эон сражается вместо отряда — персонажи перестают принимать участие в битве до тех пор, пока противник не будет уничтожен, либо пока существо не погибнет или не будет отозвано. Вызывать несколько существ сразу нельзя. У каждого Эона имеются свои параметры, способности, и он также может впадать в состояние Overdrive, при этом по мере прохождения игры существа развиваются и становятся сильнее. Сила урона, наносимого их атаками, в том числе зависит от параметров магии Юны. Всего в игре восемь Эонов; пять из них присоединяются к команде по ходу сюжета, и ещё троих можно получить при прохождении дополнительных квестов.

### Сетка Сфер
Как и в предыдущих играх серии, игрок может улучшать характеристики своего отряда, побеждая врагов и находя новые предметы. Однако традиционная система получения очков опыта была заменена на новую Сетку Сфер (англ. Sphere Grid). Вместо улучшения заранее определённых характеристик после получения нового уровня, каждый персонаж получает «сферу уровня» (англ. sphere level), накопив достаточно очков умения (англ. Ability Points, AP). Эти сферы используются для перемещения по Сетке, которая представляет собой несколько сотен соединённых между собой ячеек, большинство из которых содержит в себе различные новые способности либо улучшение боевых характеристик. Таким образом, каждая сфера позволяет передвинуться на одну ячейку вперёд и, активировав её, получить соответствующий бонус. Сетка состоит из нескольких разделов, или путей, каждый из которых содержит способности, присущие тому или иному классу персонажа. Каждый герой имеет свой путь развития. В местах пересечения путей располагаются «замки́» (англ. Sphere Locks), которые можно взломать при помощи «ключей» (англ. Key Spheres), получаемых по мере прохождения игры, и, таким образом, направить персонажа на другой путь развития. Подобная система развития позволяет игроку не только вести персонажей по изначально определённому пути, но и получать способности других героев. Персонажи также могут двигаться по одинаковому пути и активировать ячейки, уже задействованные другими членами команды.
В международной версии игры существует ещё один вариант Сетки Сфер, помимо стандартного, — expert, при котором все персонажи начинают свой путь развития из одной точки. Однако общее количество сфер, доступных для открытия, меньше по сравнению с оригиналом.

### Мини-игры
Как и в предыдущих частях серии, в Final Fantasy X имеются различные головоломки и мини-игры. Наиболее примечательным является блицбол — вымышленная спортивная игра в мяч под водой, напоминающая смесь футбола и водного поло. Игровой процесс в блицболе является гибридным — игрок, владеющий мячом, свободно перемещается по полю в реальном времени, но при взаимодействии с другими персонажами (передача паса, уклонение от подката противника, удар по воротам) действия происходят в пошаговом режиме. В основе этой мини-игры лежит коллекционная карточная система: успешность действий персонажа напрямую зависит от его параметров, применяемых способностей, а также от параметров его противников. Таким образом, если параметр силы удара игрока больше, чем параметр защиты противника, он сумеет пробить мяч мимо защитника в сторону ворот. У каждого игрока в блицбол есть уровень, который растёт пропорционально количеству сыгранных матчей. После определённого этапа игры появляется возможность путешествовать по Спире и набирать игроков в свою команду. С каждый игроком нужно заключить контракт на определённое количество игр и платить ему зарплату. Со своей командой можно участвовать в турнирах, победители которых получают различные призы: полезные предметы, экипировку или новые специальные удары.
К другим мини-играм относятся гонки на чокобо и охота на редких монстров, которая заключается в поиске определённого вида монстров и их захвате во время сражения.

## Сюжет

### Игровой мир
События игры происходят в вымышленном мире под названием Спира (яп. スピラ Супира). Спира состоит из одного большого материка, разделённого на три участка суши и окружённого множеством островов. Климат на материке в зависимости от местоположения варьируется от тропического и умеренного до арктического. Среди населения преобладают люди, но, кроме них, в Спире живут и другие расы: Аль Бэды, технически развитая раса, внешне выглядящая, как люди со светлыми волосами и спиралевидными зрачками, отвергающая общепринятые представления о религии и имеющая собственный уникальный язык; Гуадо, напоминающие, скорее, гуманоидов; Ронсо, похожие на львов; а также Гипелло, похожие на лягушек. Помимо этого, к разумным расам Спиры относятся призраки мёртвых с сильной волей, остающиеся в материальной форме. По мере прохождения Final Fantasy X объясняется, что «не отправленные» (яп. 死人 сибито, букв. «труп», «мертвец») в мир мёртвых призывающим возвращаются и, завидуя живущим, трансформируются в демонов, монстров, с которыми отряд игрока сражается на протяжении всей игры. Ритуал «отправления» (яп. 異界送り икай окури, букв. «отправление в другой мир») может выполнить только призывающий. Существуют также Призраки веры (яп. 祈り子 инориго, букв. «молящийся») — запечатанные в статуях души людей, которые добровольно отдали свои жизни во имя борьбы с Грехом. Призывающие могут осуществлять ментальную связь с ними, получать доступ к их сновидениям и высвобождать их в виде Эонов (яп. 召喚獣 сё:кандзю:, букв. «призываемый зверь»), которые помогают призывающим в битве. К фауне Спиры, помимо обычных животных — кошек, собак, птиц, бабочек — относятся гигантские земноводные под названием шупуф, похожи на слонов. Встречаются также чокобо, похожие на эму, — они появлялись почти во всех играх серии. В целом мир Спиры, созданный в стиле Юго-Восточной Азии, отличается от миров предыдущих частей в области архитектуры, растительности, топографии и имён.

### Персонажи
В Final Fantasy X семь основных игровых персонажей. Главным героем является Тидус (яп. ティーダ Ти:да), подросток, известный игрок в блицбол, который пытается попасть в свой родной мир после того, как Грех, разрушив Занарканд, перенёс его в Спиру. Тидус решает объединиться с Юной (яп. ユウナ Ю:на), призывающей, которая отправляется в паломничество для получения Последнего Эона, с помощью которого она надеется победить Греха. Им также помогает Кимари Ронсо (яп. キマリ＝ロンゾ Кимари-Рондзо), молодой воин племени Ронсо, который охранял Юну в детстве. Кроме него в отряд входит Вакка (яп. ワッカ Вакка), игрок в блицбол и верный последователь учения Йевона, и Лулу (яп. ルールー Ру:ру:), замкнутая девушка, обладающая знаниями в области чёрной магии. Во время своего путешествия отряд встречает Аурона (яп. アーロン А:рон) — молчаливого мужчину, бывшего монаха-воина, который вместе с отцами Тидуса и Юны десять лет назад отправился в такое же паломничество для победы над Грехом. К отряду также присоединяется Рикку (яп. リュック Рюкку), девушка из расы Аль Бэдов, имеющая обширные знания в области техники. Главными антагонистами игры являются Сеймур Гуадо (яп. シーモア＝グアド Си:моа-Гуадо) и существо, называемое Грех (яп. シン Син).

### История
Сюжетная линия Final Fantasy X начинается in medias res: Тидус, главный герой игры, ожидает своих союзников снаружи разрушенного города. Тидус рассказывает о последовательности событий, которые привели его сюда, таким образом, раскрывая практически всю сюжетную линию. История начинается в его родном городе Занарканде, который ещё не разрушен. Тидус является знаменитым игроком в блицбол — вымышленную подводную командную игру с мячом. Во время проведения турнира по блицболу город атакует гигантское существо, живущее в океане, известное под именем Грех. В результате Занарканд разрушен, а Тидус и Аурон переносятся в мир Спира.
В полном одиночестве Тидус попадает в руины древнего храма, где его спасают дайверы расы Аль Бэд, и одна из них, девушка по имени Рикку, говорит Тидусу, что Занарканд был уничтожен тысячу лет назад. Она обещает помочь и берёт его на корабль Аль Бэдов, но вскоре на них нападает Грех, и Тидус, которого волной смывает за борт, снова оказывается один. Течением его приносит к берегу острова Бесайд, где он встречает Вакку, капитана местной команды по блицболу. Вакка представляет его Юне, молодой призывающей, которая собирается отправиться в паломничество, целью которого является победа над Грехом. Считается, что появление этого существа — наказание для людей за все совершённые грехи. Юне помогают её телохранители: Лулу, Вакка и Кимари; Тидус присоединяется к ним, так как собирается помочь Вакке на ближайшем чемпионате по блицболу, а затем найти способ вернуться домой. Отряд путешествует по Спире, собирая Эонов и защищаясь от нападений Греха. Они встречают Аурона, который убеждает Тидуса стать телохранителем Юны. Аурон рассказывает Тидусу, что лорд Браска (яп. ブラスカ Бурасука), отец Юны, Джект (яп. ジェクト Дзэкуто), отец Тидуса, и сам Аурон десять лет назад отправились в похожее паломничество и победили Греха. Тидус считал, что его отец десять лет назад умер в море. После нескольких сражений с Грехом (включая неудачную попытку уничтожить его с помощью машин) к отряду присоединяется Рикку, которая оказывается двоюродной сестрой Юны.
Когда отряд прибывает в Гуадосалам, город Гуадо, они встречают Сеймура, жреца Йевона. Он ведёт себя дружелюбно по отношению к героям и даже делает Юне предложение, заявляя, что это принесёт мир для всей Спиры. В храме Макаланиа путешественники находят послание от Джискала, отца Сеймура. В нём он утверждает, что был убит собственным сыном и что Спира будет разрушена из-за его злобы. Отряд возвращается в Гуадосалам, находит Юну и убивает Сеймура в сражении; однако вскоре на город нападает Грех, и путешественники вновь теряют Юну. Отряд оказывается на острове Биканел, где находится убежище Аль Бэдов. Путешественники продолжают поиски Юны; тем временем Тидус понимает, что влюблён в Юну, но, к своему ужасу, узнаёт, что для победы над Грехом Юна должна принести себя в жертву, и поэтому Тидус решает найти другой способ уничтожения Греха, не требующий её смерти. Путешественники находят Юну в Бевелле, где Сеймур, чей дух не был отослан на равнины мёртвых, силой заставляет её выйти за себя замуж. Друзьям удаётся расстроить свадьбу и спастись вместе с Юной. В итоге отряд оказывается отрезанным в храме Бевелла, и путешественникам приходится пройти испытания. Отряд Тидуса выбирается из храма и отправляется к руинам Занарканда, которые игрок видел во вступительном ролике.
По пути в Занарканд Тидус узнаёт, что и он сам, и Джект, и руины Занарканда являются призванными сущностями, сходными с Эонами. Много лет назад между Бевеллом и Занаркандом произошла война машин, в которой последний потерпел поражение. Выжившие жители Занарканда стали Призраками Веры и получили способность воссоздать Занарканд в своём воображении, используя воспоминания. Спустя тысячу лет после его создания Призраки веры устали «видеть сны» о своём городе, но не могли пробудиться из-за Греха. Помимо этого, Тидусу становится известно, что Джект стал Грехом десять лет назад.
По прибытии в Занарканд отряд встречает леди Юналеску — первую призывающую, победившую Греха, чей дух не был отослан на равнины мёртвых. Она говорит, что Последний Эон, помощью которого Юна должна заручиться для победы, может быть создан путём принесения в жертву одного из телохранителей призывающей. После уничтожения Греха Последний Эон убивает призывающего, а принесённый в жертву телохранитель трансформируется в нового Греха — таким образом, его цикл перерождений вечен. Так Джект стал Грехом — он вызвался добровольцем для призыва Браской своего Последнего Эона. Юна и её телохранители решают отказаться от призыва Последнего Эона — Грех всё равно переродится, и жертва будет напрасной. Разочарованная решением путешественников, Юналеска нападает на них, но проигрывает сражение и исчезает; таким образом, возможность призыва Последнего Эона оказывается потеряна. После сражения выясняется, что перерождения Греха происходят из-за Ю Йевона (яп. エボン-ジュ Эбон-Дзю), призывающего, утратившего свой человеческий облик и разум. Тидус и его спутники решают проникнуть в тело Греха; внутри они сражаются с призраками Сеймура и Джекта, которых он поглотил. После победы над заложниками Греха отряд Тидуса сражается с Ю Йевоном и выигрывает сражение. Цикл перерождений Греха прерывается, и Призраки Веры оказываются на свободе. Аурон, который оказывается давно погибшим, но чья душа не была отослана, исчерпав смысл своего существования, отправляется на равнины мёртвых. Затем Занарканд и Тидус, являющиеся снами Призраков Веры, исчезают, так как Призраки оказались свободны; перед исчезновением Тидуса Юна признаётся ему в любви. В конце Юна произносит речь перед жителями Спиры, говоря, что вместе они должны построить новый мир, в котором нет Греха.
В сцене после титров Тидус плывёт вперёд, и изображение на экране постепенно выцветает до белого. Эта сцена связывает Final Fantasy X с её сиквелом, Final Fantasy X-2, в котором Юна выясняет, что Тидус может быть жив, и отправляется на его поиски.

## Музыка
Над созданием саундтрека к игре работали основной композитор Нобуо Уэмацу (в одиночку занимавшийся написанием музыки ко всем предыдущим частям), а также два помощника: Дзюнъя Накано и Масаси Хамаудзу. Накано и Хамаудзу были выбраны потому, что они могли писать музыку, отличную от стиля Уэмацу, но при этом работать вместе. Песня, ставшая основной темой игры, была готова в ноябре 2000 года. Так как к этому моменту не было известно, кто будет её исполнять, Уэмацу в своём интверью для GameSpot слукавил и сказал, что «это будет Род Стюарт».
Игра включает в себя три вокальные композиции, в частности, балладу под названием «Suteki da ne» (рус. Разве это не чудесно?). Текст написал Кадзусигэ Нодзима, а инструментальную партию создал Нобуо Уэмацу; песню спела окинавская фолк-певица Rikki. Команда композиторов выбрала Rikki, потому что в её песнях отражается атмосфера Окинавы. «Suteki da ne» исполняется также в английской версии (на японском языке). Как и в случае с песней «Eyes on me» для Final Fantasy VIII и «Melodies of Life» для Final Fantasy IX, оркестровая версия «Suteki da ne» используется как часть финальной темы. Другие вокальные композиции это вступительная тема «Otherworld» (рус. Другой мир) в стиле хеви-метал, исполненная англичанином Биллом Мьюиром, и «Hymn of the Fayth» (рус. Гимн Призраков Веры), медленная и мелодичная песня, исполненная с помощью японской слоговой азбуки.
Оригинальный саундтрек состоит из 91 дорожки и занимает четыре диска. Впервые он был выпущен в Японии 1 августа 2001 года компанией DigiCube под названием Final Fantasy X Original Soundtrack, а затем переиздан 10 мая 2004 года Square Enix. Original Soundtrack оказался на 4-й строчке чарта японского веб-сайта Oricon и был продан в количестве 140 000 копий к январю 2010 года. Альбом был оценен положительно: некоторые рецензенты называли его «совершенно потрясающим», другие охарактеризовали его только как «удовлетворительный». Ряд журналистов отмечали, что музыка, написанная Уэмацу, оказалась наиболее слабой, и композиции, созданные его помощниками, «хоронят» её. Однако эти же журналисты писали, что Уэмацу написал и несколько очень неплохих песен, включая «Zanarkand». Работа Хамаудзу была очень высоко оценена и названа одной из его лучших; рецензенты замечали, что приглашение его и Накано привнесло «множество новых оттенков» в саундтрек. В 2002 году Tokypop издала версию Final Fantasy X Original Soundtrack в Северной Америке под названием Final Fantasy X Official Soundtrack; в неё вошло 17 звуковых дорожек на одном диске.
Также 11 октября 2001 года в Японии DigiCube издала диск feel/Go dream: Yuna & Tidus, на котором были записаны композиции, связанные с Тидусом и Юной. Другие сборники, Piano Collections Final Fantasy X и Final Fantasy X Vocal Collection, включающий эксклюзивные диалоги персонажей и песен, были выпущены в Японии в 2002 году. Альбом Piano Collections оказался на 89-й строчке чарта Oricon и был положительно принят критиками, получив такие характеристики, как «замечательный». Особенно выделялась работа Хамаудзу — его назвали «очень одарённым аранжировщиком и композитором». Vocal Collections был принят значительно хуже. Критики отмечали, что хотя вокальные партии «достаточно неплохие», качество звука оказалось на низком уровне, а в музыке встречалось много клише. Рецензенты, назвав его «не самым плохим альбомом», отметили, что его цена слишком высока, а композиции недоработаны. Он достиг 69-й строчки в чартах Oricon.
The Black Mages, группа, созданная Нобуо Уэмацу, которая занимается аранжировкой музыки из игр серии Final Fantasy в стиле рок, выполнили аранжировку трёх композиций Final Fantasy X. Это песни «Fight With Seymour» (рус. Битва с Сеймуром) с их альбома The Black Mages, изданного в 2003 году, «Otherworld» и «The Skies Above» (рус. Небеса в вышине) — обе входят в альбом The Skies Above, изданный в 2004 году. Уэмацу продолжает исполнять некоторые отрывки на своей серии концертов Dear Friends: Music from Final Fantasy. Музыка Final Fantasy X также была представлена на различных официальных концертах и альбомах, например, 20020220 Music from Final Fantasy. Кроме того, «Swing de Chocobo» исполнялась Стокгольмским филармоническим оркестром в рамках концертного тура Distant Worlds — Music from Final Fantasy, а композиция «Zanarkand» была представлена Новым Японским филармоническим оркестром во время серии концертов Tour de Japon: Music from Final Fantasy. Независимые, но официально изданные сборники с ремиксами песен Final Fantasy X создавались такими группами, как Project Majestic Mix.

## История создания игры
Разработка игры началась в 1999 году. На создание ушло около 4 миллиардов иен (около 32,3 миллиона долларов). В работе было задействовано более ста человек, большинство из которых работало над предыдущими частями серии. Исполнительный продюсер Хиронобу Сакагути сказал, что, хотя у него были сомнения насчёт перехода от двухмерных к трёхмерным задним планам, а также насчёт озвучивания реплик персонажей и перехода к рассказу истории в реальном времени, успех серии игр Final Fantasy связан именно с тем, что команда разработчиков постоянно пробует внедрить что-то новое. Написание сценария заняло гораздо больше времени, чем при разработке прошлых частей игры, так как привлекались актёры озвучивания. Сценарист Кадзусигэ Нодзима был особенно озабочен установлением связи между главным героем и игроком. Поэтому он написал сюжет таким образом, что по мере прохождения не только игрок, но и сам Тидус постоянно узнаёт что-то новое. Нодзиме помогали ещё три сценариста, и они потратили на написание сюжета в общей сложности более трёх месяцев. Первоначально Final Fantasy X должна была содержать ряд онлайн-элементов, доступных через службу PlayOnline, — в частности, доступ во время игры к размещённым в сети руководствам и подсказкам, почту и чат для игроков. Однако в процессе разработки игры от этого отказались, и поддержка PlayOnline была воплощена лишь в Final Fantasy XI.
Директор по созданию карты Такаёси Накадзато хотел подойти к созданию карты мира с позиции большей реалистичности, нежели в предыдущих играх серии, используя трёхмерные задние фоны вместо заранее отрендеренных. Директор по созданию боевой системы Тосиро Цутида решил использовать те элементы из других частей игры, которые понравились ему самому — таким образом, система ATB была заменена на CTB. Изначально планировалось, что враги на локациях будут видны и битвы с ними можно будет избежать; кроме того, разработчики хотели внедрить плавный переход к сражению. Директор по художественному оформлению битв Синтаро Такаи объяснил, что именно его идеей было сделать битвы частью сюжетной линии, а не отдельным элементом. Однако из-за ограничений, накладываемых системой и аппаратным обеспечением, этим идеям не нашлось применения до выхода Final Fantasy XI и Final Fantasy XII. Вместо этого разработчики пошли на компромисс: переход с локации на поле битвы стал более плавным благодаря использованию эффекта размытия. Желание внедрить плавный переход также привело к созданию новой системы призыва существ. Ёсинори Китасэ объяснил, что Сетка Сфер добавлена для того, чтобы игроки могли самостоятельно выбирать пути развития героев и наблюдать за их прогрессом.
Дизайнер персонажей Тэцуя Номура отметил, что в культурном и географическом дизайне игрового мира Спира доминирует атмосфера Австралии, Таиланда и Японии. Он также добавил, что Спира сильно отличается от миров прошлых частей серии по уровню проработанности. Продюсер Ёсинори Китасэ решил, что использование средневекового антуража не принесёт игре успеха — и Нодзима предложил использовать элементы азиатской культуры. Дизайнер неигровых персонажей Фуми Накасима стремилась к тому, чтобы жители различных регионов и представители различных культур имели заметные отличия в стиле одежды, чтобы их принадлежность можно было легко и быстро различать. Например, она сказала, что маски и очки, которые носят Аль Бэды, придают представителям этой расы «странный и эксцентричный» вид, а удобное одеяние Ронсо позволяет им неожиданно броситься на врага.
В Final Fantasy X был улучшен способ рендеринга выражений лица персонажей — для этого использовались технологии захвата движения и скелетной анимации. Эти технологии позволили аниматорам создать реалистичное движение губ, которое было запрограммировано в соответствии с репликами, произносимыми актёрами озвучивания. Нодзима отметил, что добавление озвучивания голосом позволило ему сильнее передать эмоции, чем в предыдущих играх серии, а также сделать сюжетную линию проще. Он также добавил, что пришлось внести некоторые изменения в сценарий, чтобы отразить персональные качества актёров в репликах персонажей, которых они озвучивают. Однако добавление голоса привело к возникновению определённых трудностей с локализацией на английский язык. Так как врезки уже были запрограммированы для японского озвучивания, команде локализаторов приходилось сочетать переведённую речь с движением губ персонажей. Александр О. Смит, специалист в этой области, сравнил внедрение английской речи в игре с «переводом четырёх или пяти фильмов, диалоги в которых состоят исключительно из хайку; причём актёрам надо было выражать эмоции и делать это хорошо».

## Версии и приложения
Японская версия Final Fantasy X включает в себя дополнительный диск под заголовком «The Other Side of Final Fantasy» (рус. «Другая сторона Final Fantasy»), содержащий интервью с создателями игры, трейлеры игр Blue Wing Blitz, Kingdom Hearts и анимационного фильма «Последняя фантазия: Духи внутри нас», а также обзор Final Fantasy XI. Международная версия игры была выпущена в Японии под названием Final Fantasy X International в январе 2002 года, а в странах региона PAL — под своим изначальным названием. В этой версии добавлены сражения с «тёмными версиями» Эонов из игры, а также битва на корабле с супербоссом «Penance»; кроме того, есть возможность выбора Сетки Сфер — standart или expert. В японском выпуске Final Fantasy X International также включён 14-минутный видеоклип «Eternal Calm», который описывает события, происходящие между Final Fantasy X и Final Fantasy X-2. Этот клип был включён в материалы на бонусном DVD для игры Unlimited Saga Collector’s Edition под названием Eternal Calm, Final Fantasy X-2: Prologue. Релиз состоялся в Европе 21 октября 2003 года, в нём было добавлено английское озвучивание.
К интернациональной и европейской версиям игры прилагался бонусный DVD «Beyond Final Fantasy» (рус. «За границами Final Fantasy»), содержащий интервью с создателями игры, а также с актёрами Джеймсом Арнольдом Тейлором и Хеди Баррес, озвучивавшими роли Тидуса и Юны. Кроме того, диск включает в себя трейлеры Final Fantasy X и Kingdom Hearts, галерею изображений и клип на песню «Suteki Da Ne». В 2005 году в Японии состоялся релиз сборника Final Fantasy X/X-2 Ultimate Box, содержащего в себе две игры.
Square выпустила множество другой рекламной продукции и несколько книг, включая The Art of Final Fantasy X (рус. Искусство Final Fantasy) и три руководства Ultimania, а также серию журналов с рисунками по игре и руководств по стратегии, изданных DigiCube в Японии. В серию вошли три книги: Final Fantasy X Scenario Ultimania, Final Fantasy X Battle Ultimania и Final Fantasy X Ultimania Ω.

### HD Remaster
13 сентября 2011 года Square Enix объявила, что Final Fantasy X будет перевыпущена с высококачественной HD-графикой для PlayStation 3 и PlayStation Vita в честь 10-летней годовщины появления игры. В январе 2012 года разработка игры была начата; в создании снова участвовал продюсер Ёсинори Китасэ. 18 февраля 2013 года был опубликован первый демонстрационный видеоролик Final Fantasy X HD для PlayStation Vita; в частности, были показаны новые модели Тидуса, Юны, Бахамута и Ёдзимбо. 19 марта того же года разработчики подтвердили, что в издание для PlayStation 3 войдёт Final Fantasy X-2, также в формате Full HD. Данное издание было названо Final Fantasy X | X-2 HD Remaster; оно вышло на отдельном диске Blu-ray. В Японии данные ремейки распространялись на отдельных картриджах для PlayStation Vita; в Северной Америке продавался только картридж с Final Fantasy X, а X-2 была доступна для загрузки по специальному ваучеру. Игры также доступны для загрузки для обеих платформ. В марте 2013 года Square Enix запустила официальный сайт двух ремейков. В обновлённые издания вошло содержимое международных версий оригинальных игр, включая Last Mission; кроме того, были добавлены функции, доступные ранее только обладателям японских версий игр. Помимо этого, в издание вошла новая аудио драма, повествующая о событиях, произошедших после завершения Final Fantasy X-2, которая породила слухи о возможном появлении второго сиквела, однако разработчики объяснили, что никаких разработок не ведётся. 12 мая 2016 года Final Fantasy X | X-2 HD Remaster была выпущена для персональных компьютеров под управлением Microsoft Windows. Распространение данной версии производится через сервис Steam.

## Отзывы, критика и продажи
| Сводный рейтинг       | Сводный рейтинг                                   |
| Агрегатор             | Оценка                                            |
| --------------------- | ------------------------------------------------- |
| GameRankings          | 91,73 %                                           |
| Metacritic            | 92/100                                            |
| MobyRank              | 92/100                                            |
| Иноязычные издания    |                                                   |
| Издание               | Оценка                                            |
| Edge                  | 6/10                                              |
| EGM                   | 9,5/10/9,5                                        |
| Eurogamer             | 9/10                                              |
| Famitsu               | 39/40                                             |
| Game Informer         | 9,75/10                                           |
| GamePro               | [ 113 ]                                           |
| GameRevolution        | A+                                                |
| GameSpot              | 9,3/10                                            |
| GameSpy               | [ 115 ]                                           |
| IGN                   | 9,5/10                                            |
| Русскоязычные издания |                                                   |
| Издание               | Оценка                                            |
| «Страна игр»          | 9,0/10                                            |
| Награды               |                                                   |
| Издание               | Награда                                           |
| CESA GAME AWARDS      | Best Game Award (рус. Награда лучшей игре)        |
| Famitsu               | All Time Best Game (рус. Лучшая игра всех времён) |
| GameFaqs              | Game of the Year (рус. Лучшая игра года)          |

Final Fantasy X получила признание во всём мире и была продана большим тиражом. За четыре дня с момента релиза в Японии было продано более 1,4 миллиона копий, заказанных заранее, — таким образом, был поставлен рекорд самой быстро продаваемой компьютерной ролевой игры. Она также побила рекорд Final Fantasy VII и Final Fantasy IX и стала первой игрой для PlayStation 2, которая была продана в количестве 2 миллионов в Японии и 4 миллионов по всему миру. В октябре 2007 года Final Fantasy X стала восьмой в списке самых продаваемых игр для PlayStation 2. К январю 2004 года было продано 6,6 миллиона копий по всему миру.
И японские, и западные критики высоко оценили Final Fantasy X. Японские журналы Famitsu и Famitsu PS2 поставили игре оценку 39/40, а в начале 2006 года читатели выбрали её как лучшую RPG всех времён. Другой японский журнал The Play Station присвоил игре оценку 29/30. Famitsu, Famitsu PS2 и The Play Station в основном положительно отзывались о всех составляющих: графике, сюжетной линии, роликах. Final Fantasy X получила 91 % положительных оценок на сайте-агрегаторе Game Rankings и 92 положительных отзыва из 100 на Metacritic. Продюсер Синдзи Хасимото сказал, что игра была принята «превосходно» и получила похвалы и награды от разных журналов и сайтов о компьютерных играх.
Журналист IGN особенно отметил игру актёров озвучивания и нововведения в игровом процессе, в частности, боевую систему и призываемых существ, возможность менять членов отряда прямо в сражении, а также систему развития героев и управление инвентарём. Он также заметил, что графика значительно улучшилась по сравнению с предыдущими играми серии: «Final Fantasy X смотрится лучше всех других игр серии [и], возможно, её игровой процесс также самый лучший». Тропические пейзажи журналист сравнил с локациями Chrono Cross. К положительным сторонам были также отнесены красочные, хорошо проработанные персонажи. К отрицательным моментам журналист отнёс не слишком удачную анимацию персонажей в момент диалога: «множество преувеличенных жестов, угловатые переходы и крайне сомнительная анимация губ. […] Кроме того, иногда ты будешь замечать подёргивания в анимации, которые также портят впечатление». Однако рецензент приписывает эти проблемы неопытности, так как Final Fantasy X стала первой игрой Square с озвученными диалогами. Обозреватель GameSpot высоко оценил сюжетную линию, назвав её на удивление запутанной и сложной, а также отметил концовку игры и отсутствие клише, свойственных для других ролевых компьютерных игр. Он также положительно отозвался о музыке, назвав её «разнообразной и подходящей к моментам игры». Возможность замены персонажей по ходу сражения также была отнесена к положительным моментам: журналист считает, что она позволяет разрабатывать различные тактики ведения боя; этому способствует различная ориентированность персонажей (например, Аурон наносит большой физический урон, а Юна может восстанавливать очки здоровья и призывать Эонов). Он замечает, что «серьёзных любителей RPG» может смутить линейность игры и невозможность свободного перемещения по карте мира, однако, по его мнению, это не является минусом: «…ты никогда не потеряешься и всегда будешь знать, куда идти дальше. […] Игра очень большая, и последнее, что ты захочешь сделать, — это потеряться». Рецензент добавляет, что многие люди не любят линейные игры, так как на их прохождение зачастую требуется совсем немного времени, а по мере развития сюжета приходится возвращаться в места, где игрок уже был — но «Final Fantasy X не входит в их число». По мнению обозревателя, музыкальное сопровождение и игра актёров озвучивания оказались на очень высоком уровне; голоса персонажей хорошо подобраны. Однако он добавляет, что некоторые диалоги кажется плоскими и смешными.
Журналист GamePro назвал систему развития персонажей и боевую систему «двумя лучшими нововведениями». Он также выделяет разнообразных игровых персонажей с уникальными характерами, а также профессиональную игру актёров озвучивания. Неоднозначно была оценена мини-игра блицбол: «ты либо полюбишь её, либо возненавидишь», — пишет обозреватель. К недостаткам была отнесена «удручающая» линейность, которая не требует выполнения никаких дополнительных квестов для завершения игры. Визуальные эффекты игры были особо отмечены журналистом GameSpy, который охарактеризовал их как «выдающиеся»; он также выделил прорисованные модели персонажей и задние фоны, видеоролики и анимацию. По мнению журналиста, сюжетные переходы оказались более подходящими, а сам сюжет — более логичным, чем в предыдущих играх серии. «Это звучит смешно, но сюжет и персонажи настолько хорошо проработаны, что ты легко поверишь, будто игрок в водное поло может спасти мир». Положительно была оценена Сетка Сфер, а также возможность улучшения предметов, которая придаёт игре «глубину». По мнению обозревателя, линейность игры нельзя отнести к отрицательным сторонам, так как «все истории линейны по своей природе. […] Разработчики Square настолько хорошо рассказывают свою историю, что я практически не заметил её линейности». Музыкальное сопровождение журналист отнёс к отрицательным моментам. По его мнению, помощники Нобуо Уэмацу сделали слишком большой упор на гитарные риффы и стиль J-Pop, тогда как сам Уэмацу предпочитает классический стиль музыки. «Я бы предпочёл, чтобы всю музыку написал Уэмацу», — заключает рецензент. Журналист Game Revolution напротив посчитал сюжетные повороты предсказуемыми, а некоторые игровые моменты — явно заимствованными из предыдущих игр серии; однако, по его мнению, история получилась неплохой, а в сочетании с «потрясающей» графикой и «интересной» системой сражения превращает Final Fantasy X в «великолепную игру». Рецензент отнёс боевую систему, возможность призыва Эонов и сражения с боссами к положительным сторонам. Он также высоко оценил работу актёров озвучивания и назвал музыку «насыщенной». Неоднозначная характеристика была дана многочисленным диалогам: «…зачастую ты просто сидишь и смотришь фильм. […] Это неплохо, но нет никакого способа пропустить эти сцены. Поэтому при повторном прохождении игры или просто для [повторного] сражения с боссом тебе приходится пересматривать всё снова». Также, по мнению журналиста, анимация губ практически никогда не совпадает с закадровой речью.
В английском издании журнала Edge Final Fantasy X была оценена заметно хуже. Некоторые аспекты игры были названы утомительными и устаревшими, а диалоги — «тошнотворными». Журнал также характеризует главного героя Тидуса как «вероятно, самый раздражающий протагонист из всех, которого когда-либо создавала Square». Обозреватель Game Informer критикует игру за линейность и невозможность свободно перемещаться по всему миру на чокобо или на корабле. Тем не менее, он добавляет, что этот проект Square является одним из самых амбициозных и устанавливает новый стандарт для видеоигр. По его мнению, хотя Тидус сначала кажется «странным», по мере прохождения игры симпатия игрока к нему будет расти. «В игре есть пару сцен, которые я запомню на всю свою жизнь», — пишет обозреватель. Журналист Eurogamer пишет, что головоломки в игре оказались «разочаровывающими» и, хотя Сетка Сфер и стала «неплохим дополнением», она занимает слишком много места в игре. К положительным моментам он относит анимацию и дизайн персонажей. История, по его мнению, «простая, но поразительно глубокая и проработанная», а блицбол «может либо понравиться, либо нет».

### Награды
Final Fantasy X получила награду Best Game (рус. Лучшая игра) от CESA GAME AWARDS за 2001—2002 года. Читатели GameFAQs назвали её «лучшей игрой года» в 2001 году. GameSpot поместил её на седьмую строчку списка «Top 10 Video Games of the Year» (рус. 10 лучших видеоигр года) за 2001 год. Final Fantasy X оказалась на 5-м месте в чарте IGN «Top 25 PS2 Games of All Time» (рус. 25 лучших игр для PS2 всех времён), опубликованном в 2007 году, и 6-й в чарте «The Top 10 Best Looking PS2 Games of All Time» (рус. 10 самых красивых игр для PS2 всех времён). В похожем списке, изданном GameSpy, игра оказалась на 21-м месте. 1UP.com присудил концовке игры третье место в своём чарте, а IGN поместил финальную заставку на 5-е место. В конкурсе «Reader’s Choice» (рус. Выбор читателей) Final Fantasy X получила 60-е место среди лучших видеоигр. Gamasutra также назвала её одной из 20 лучших японских ролевых игр. Game Informer поместил её на 43-ю строчку в списке «The Top 200 Games of All Time» (рус. 200 лучших игр всех времён). В 2004 году Final Fantasy X была названа одной из лучших игр веб-сайтом GameFAQs, а в ноябре 2005 года она стала 12-й в чарте «Best Game Ever» (рус. Лучшая игра всех времён). В общем обзоре всех игр серии GamesRadar и IGN называют Final Fantasy X четвёртой. На шестой годовщине Interactive Achievement Awards в 2003 году она была номинирована на титулы «Outstanding Achievement in Animation» (рус. Выдающиеся достижения в анимации) и «Console Role-Playing Game of the Year» (рус. Консольная ролевая игра года). В конце 2007 года Final Fantasy X попала в книгу рекордов Гиннесса как девятая среди самых продаваемых RPG.

## Значимость и влияние
Благодаря коммерческому успеху и широкому признанию среди публики, в 2003 году компания Square Enix выпустила игру Final Fantasy X-2, ставшую первым прямым продолжением в серии: до этого все части Final Fantasy не были связаны сюжетно. События Final Fantasy X-2 разворачиваются спустя два года после событий предыдущей части.
Реалистичное изображение эмоций, достигнутое в Final Fantasy X благодаря использованию голосового озвучивания персонажей и детальной прорисовке эмоций на лицах, стало одним из важнейших элементов серии. Позже этот же приём был использован как в сиквеле, так и в других последующих частях — например, в Dirge of Cerberus: Final Fantasy VII и Final Fantasy XII. Стандартом последующих игр также стала замена мировой карты на детально проработанные трёхмерные локации.